# Saint-Tropez Open 2021
Il Saint-Tropez Open 2021 è stato un torneo maschile di tennis giocato sul cemento. Era la 1ª edizione del torneo, facente parte della categoria Challenger 80 nell'ambito dell'ATP Challenger Tour 2021, con un montepremi di 44 820 €. Si è giocato al Tennis Club de Saint Tropez di Saint-Tropez, in Francia, dal 30 agosto al 5 settembre 2021.

## Partecipanti

### Teste di serie
| Nazionalità | Giocatore             | Ranking* | Testa di serie |
| ----------- | --------------------- | -------- | -------------- |
| Francia     | Benjamin Bonzi        | 94       | 1              |
| Australia   | Christopher O'Connell | 126      | 2              |
| Francia     | Grégoire Barrère      | 136      | 3              |
| India       | Prajnesh Gunneswaran  | 156      | 4              |
| Russia      | Roman Safiullin       | 164      | 5              |
| Svezia      | Elias Ymer            | 169      | 6              |
| Turchia     | Altuğ Çelikbilek      | 174      | 7              |
| Australia   | Thanasi Kokkinakis    | 186      | 8              |

* Ranking al 23 agosto 2021.

### Altri partecipanti
I seguenti giocatori hanno ricevuto una wild card per il tabellone principale:
- Arthur Cazaux
- Valentin Royer
- Luca Van Assche

I seguenti giocatori sono entrati in tabellone come alternate:
- JC Aragone
- Manuel Guinard
- Kyrian Jacquet
- Constant Lestienne
- Wu Tung-lin

I seguenti giocatori sono passati dalle qualificazioni:
- Dan Added
- Bogdan Bobrov
- Jurgen Briand
- Alexis Galarneau

I seguenti giocatori sono entrati in tabellone come lucky loser:
- Daniil Glinka
- Maxime Hamou
- Dragoș Nicolae Mădăraș

## Punti e montepremi
| Torneo    | Torneo              | V     | F     | SF    | QF    | 2T  | 1T  | Q | Q2  | Q1  |
| Singolare | Punti               | 80    | 48    | 29    | 15    | 7   | 0   | 4 | 1   | 0   |
| Singolare | Premi in denaro (€) | 6 190 | 3 650 | 2 160 | 1 260 | 730 | 450 | – | 225 | 115 |
| Doppio    | Punti               | 80    | 48    | 29    | 15    | –   | 0   | – | –   | –   |
| Doppio    | Premi in denaro (€) | 2 670 | 1 550 | 930   | 550   | –   | 310 | – | –   | –   |

## Campioni

### Singolare
Benjamin Bonzi ha vinto il torneo per il ritiro in finale di  Christopher O'Connell sul punteggio di 6(10)–7, 6–1.

### Doppio
Antonio Šančić /  Artem Sitak hanno sconfitto in finale  Romain Arneodo /  Manuel Guinard con il punteggio di 7–6(5), 6–4.